# Tropicis brevicarinatus
Tropicis brevicarinatus is een keversoort uit de familie houtzwamkevers (Ciidae). De wetenschappelijke naam van de soort werd in 1926 gepubliceerd door Scott.